# من هو اليهودي؟

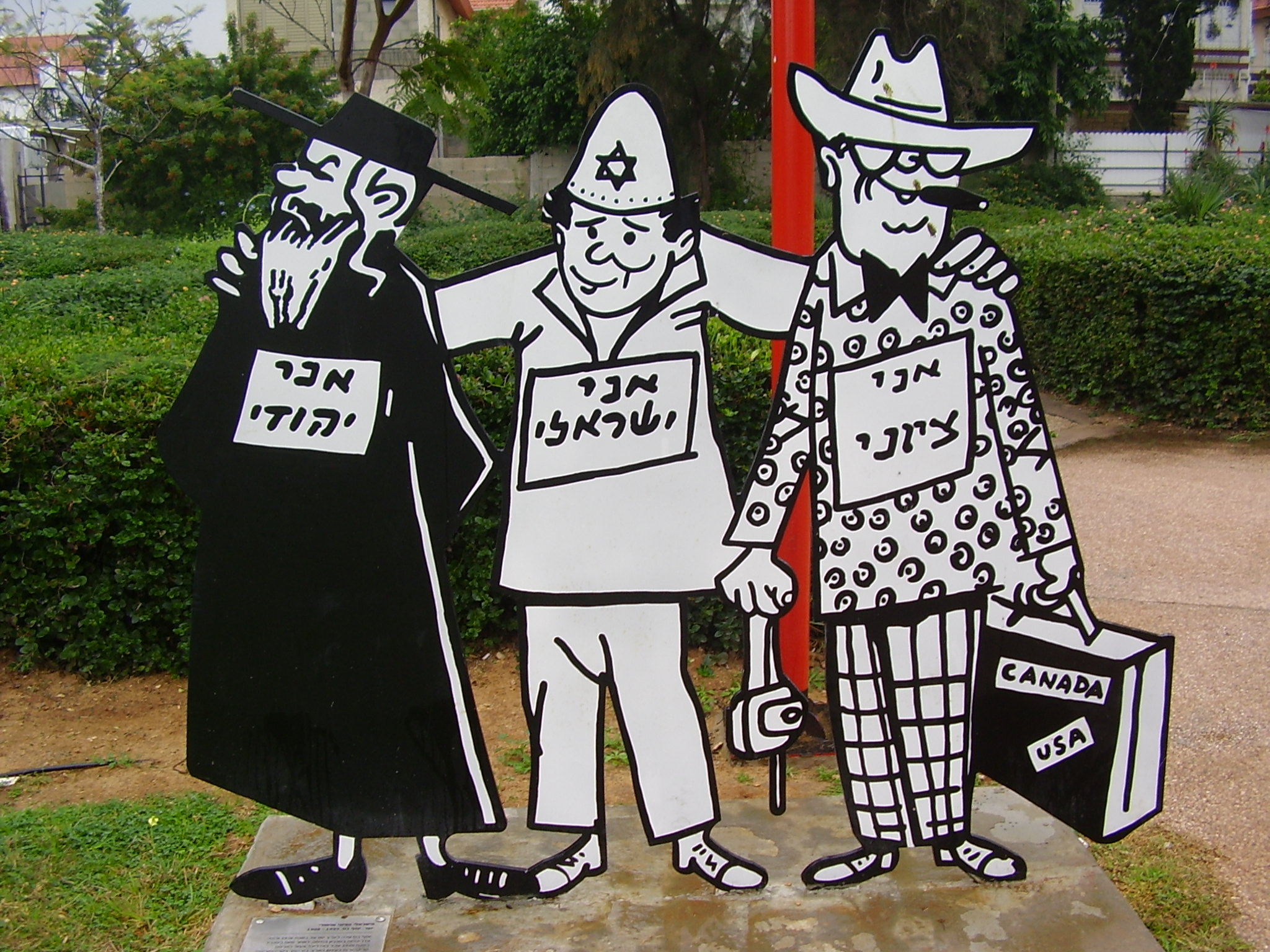

«من هو اليهودي؟» (بالعبرية: מיהו יהודי‏) هو سؤال أساسي حول الهوية اليهودية واعتبارات تعريف الذات اليهودية. يعتمد السؤال على أفكار حول الشخصية اليهودية التي تحمل أبعاداً ثقافية ودينية وسياسية ونسبية وشخصية. ويختلف تعريف من هو يهودي وفقاً لما ينظر إليه اليهود بالاعتماد على الشرائع الدينية المعيارية أو التعريف الذاتي، أو من قبل غير اليهود لأسباب أخرى. لأن الهوية اليهودية يمكن أن تشمل خصائص إثنية، دينية  أو اعتناقية، والتعريف يعتمد على العديد من الجوانب التي يجب تُأخذ بعين الاعتبار. تتبع اليهودية الأرثوذكسية واليهودية المحافظة الهالاخاه، فتعتبر الفرد يهودي إذا كانت الأم يهودية، أو إذا خضع الفرد لاعتناق ملائم. تقبل اليهودية الإصلاحية ويهودية إعادة البناء نسب الولد لأبيه أو لأمه. تتبع اليهودية القرائية بالدرجة الأولى نسب الأب.

## الاختلافات والتفسير التقليدي
يتباين تعريف من هو اليهودي تبعاً لإذا ما كان يعتبره اليهود على أساس الشريعة الدينية والتقليد أو التعريف الذاتي، أو من قبل غير اليهود لأسباب أخرى، التي تكون أحياناً لأهداف مجحفة. يمكن للهوية اليهودية أن تشمل على خصائص للإثنية، أو الدين أو الشعب، يعتمد التعريف إما على التفسيرات التقليدية أو على التفسيرات الأحدث عهداً للشريعة اليهودية أو ما سرت إليه العادة.
ينص قانون العودة الإسرائيلي أن اليهودي هو فرد ذو أم يهودية أو فرد كان قد اعتنق اليهودية. تطلب الحاخامية الكبرى في إسرائيل وثائق تثبت يهودية الأم والجدة وأم الجدة وأم أم الجدة عند التقدم للزواج. يؤكد مكتب الحاخام الأكبر على المبدأ الأساسي القائل بعدم اعتراف المكتب والهيئات الأخرى بيهودية الطفل إلا شريطة أن تكون والدة الطفل يهودية.
يكون الفرد يهودي منذ ولادته أو يصبح يهودياً عبر اعتناقه لليهودية تبعاً لأبسط تعريف يستخدمه معظم اليهود للتعريف الذاتي. في حين يوجد اختلافات في التفسيرات المتعلقة بالطوائف اليهودية غير الأرثوذكسية في تطبيق هذا التعريف، وتتضمن:
- هل ينبغي اعتبار الفرد يهودياً إذا كان أحد والديه (وليس كليهما) يهودياً؟
- أي عمليات اعتناق اليهودية تصح؟
- هل يمكن للفرد أن يبقى يهودياً بعد اعتناقه لديانة أخرى؟
- كيف يؤثر عدم إدراك لفرد لكون أهله يهود على الحالة اليهودية للفرد؟
- كيف تتحدد الهوية اليهودية في البلدان المختلفة خلال الشتات اليهودي؟
- كيف يُحكم في زعم المواطنة الإسرائيلية في سياق قوانين إسرائيل الأساسية؟